# Uazena
Uazena (Wazena; meados do século VI) foi o 19º monarca do Império de Axum. É conhecido principalmente pelas moedas axumitas, que foram cunhadas durante seu reinado. Sem nenhuma discussão clara, Munro-Hay o identifica com um rei Ala Amidas, que também é conhecido apenas pelas moedas que emitiu.